# Ррагами, Рамазан
Рамазан Ррагами (алб. Ramazan Rragami; 3 апреля 1944 — 15 января 2022) — албанский футболист, игравший на позиции полузащитника, представлял национальную сборную Албании. По завершении игровой карьеры — тренер.

## Карьера игрока

### Клубная карьера
В профессиональном футболе дебютировал в 1960 году, выступая за команду «Влазния» из родного Шкодера, в которой провёл четыре сезона. Там он сформировал результативную связку с Медином Жегой и Сабахом Бизи.
В 1964 году был призван в ряды Албанской народной армии и проходил службу, играя за армейскую команду «Партизани» из Тираны. Впоследствии защищал цвета этого клуба до 1971 года, в его составе в сезоне 1970/71 стал чемпионом страны.
В 1971 году вернулся в «Влазнию», в составе которой ещё дважды: в 1972 и 1974 годах — становился победителем первенства Албании. В 1972 году команда также выиграла кубок. В финальном матче кубка против «Бесы» Ррагами забил семь голов с пенальти: дважды в основное время и пять — в серии пенальти после ничьи по сумме двух матчей. В то время регламент позволял одному игроку выполнять все пенальти после ничьи в основное время.
Завершал игровую карьеру в команде «Скендербеу», за которую выступал в течение 1977—1978 годов.

### Выступления за сборную
В мае 1965 года дебютировал в составе национальной сборной Албании в матче против Швейцарии.
Всего в ходе карьеры в национальной команде, длившейся девять лет, провёл в её форме 20 матчей. Свой единственный гол в сборной забил 10 октября 1973 года, реализовав пенальти в ворота сборной Финляндии в матче отбора на ЧМ-1974. Гол стал единственным в игре и принёс албанцам единственную победу в рамках отборочного турнира. Также в декабре 1967 года он вместе с командой сумел вырвать ничью в матче с ФРГ (0:0).

## Карьера тренера
Начал тренерскую карьеру, вернувшись в футбол после небольшого перерыва, в 1982 году, возглавив тренерский штаб клуба «Влазния».
В следующем году стал главным тренером молодёжной сборной Албании, с которой проработал один год.
Впоследствии в течение 1987—1988 годов снова тренировал «Влазнию».
Ррагами умер 15 января 2022 года в возрасте 77 лет.